# Uddaredssjön
Uddaredssjön är en sjö i Laholms kommun i Halland som ingår i Lagans huvudavrinningsområde. Sjön har en area på 0,076 kvadratkilometer och ligger 56 meter över havet.

## Delavrinningsområde
Uddaredssjön ingår i delavrinningsområde (626986-134355) som SMHI kallar för Inloppet i Skogaby Krv Regl.Magasin. Medelhöjden är 88 meter över havet och ytan är 26,55 kvadratkilometer. Räknas de 306 avrinningsområdena uppströms in blir den ackumulerade arean 6 009,24 kvadratkilometer. Avrinningsområdets utflöde Lagan (Härån) mynnar i havet. Avrinningsområdet består mestadels av skog (75 %). Avrinningsområdet har 0,79 kvadratkilometer vattenytor vilket ger det en sjöprocent på 3 %. Bebyggelsen i området täcker en yta av 1,17 kvadratkilometer eller 4 % av avrinningsområdet.

## Galleri

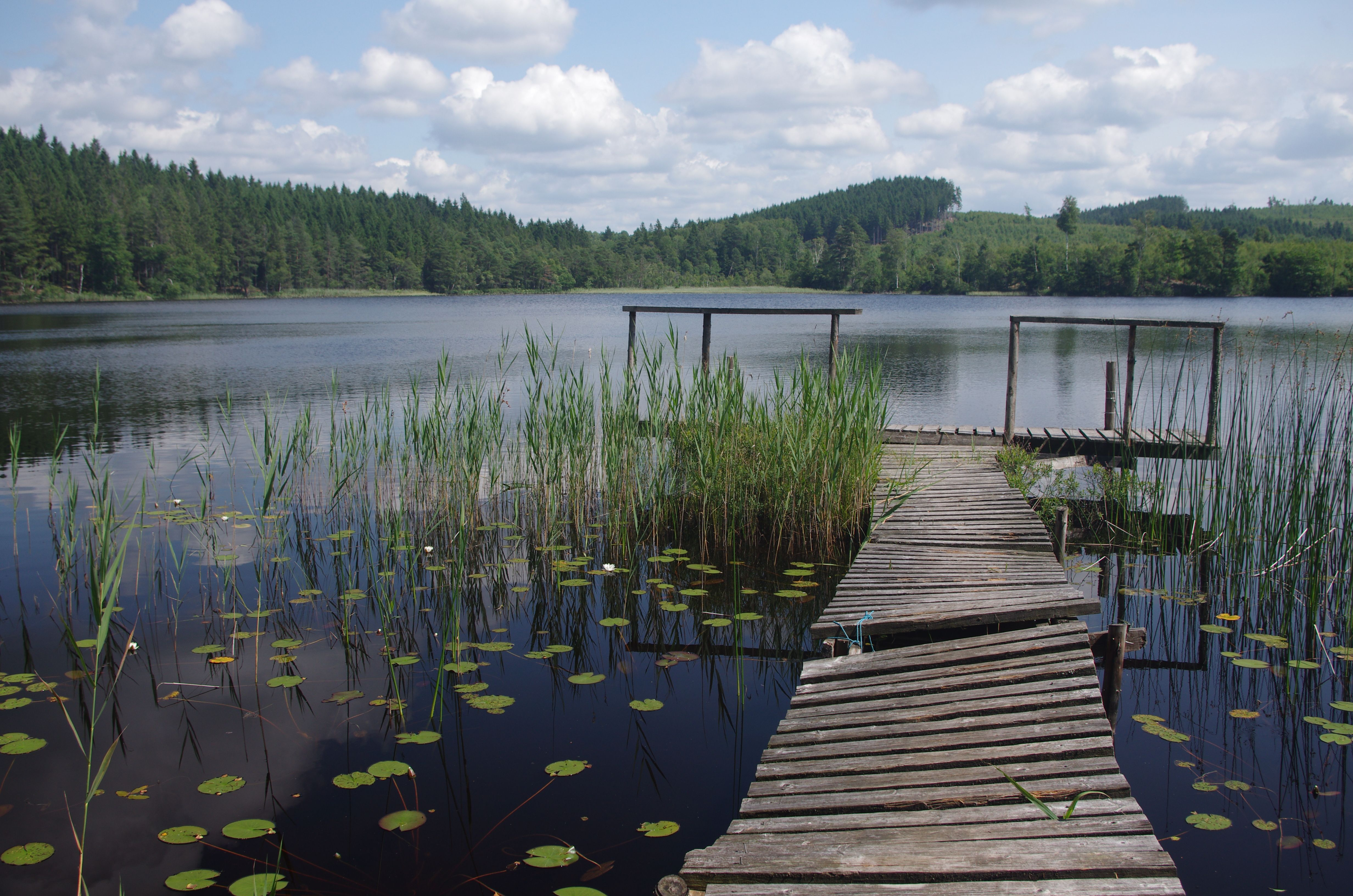
En av sjöns fiskebryggor.